# Ho-Sung Pak
Ho-Sung Pak (Skokie, 8 de noviembre de 1967) es un campeón de wushu y actor estadounidense de origen coreano, mayormente conocido por interpretar a Liu Kang y Shang Tsung en los videojuegos de la serie Mortal Kombat.
En 1991 fue premiado como miembro del Salón de la Fama en cinturón negro.[cita requerida]
Su primer trabajo, fue como Liu Kang, en los juegos de Mortal Kombat 1 y 2, además de interpretar a Shang Tsung en la primera entrega, mientras que en la segunda fue interpretado por Phillip Ahn M.D. Ya para Mortal Kombat 3, ambos actores habían sido reemplazados por otros: Liu Kang pasó a ser interpretado por Eddie Wong y Shang Tsung por John Turk, quien a su vez interpretó a todos los ninjas (Rain, Ermac, Reptile, Scorpion, Sub-Zero, Smoke y Noob Saibot). Después comenzó su carrera en el cine. En 1994 fue invitado por Jackie Chan para participar en la película Drunken Master 2. Participó en la serie de televisión WMAC Masters en 1995, trabajó como coreógrafo en algunos filmes y como doble en el papel de Raphael en las peleas de la película Tortugas Ninja "El secreto del Ooze".

## Filmografía
| Año     | Filme/tv                                  | Rol                                                             | Notas                                                                        |
| ------- | ----------------------------------------- | --------------------------------------------------------------- | ---------------------------------------------------------------------------- |
| 1991    | Las Tortugas Ninja II                     | Stunt doble: Raphael / Stunt coordinador                        |                                                                              |
| 1992    | Mortal Kombat                             | Liu Kang / Shang Tsung                                          | Videojuego                                                                   |
| 1993    | Mortal Kombat II                          | Liu Kang                                                        | Videojuego                                                                   |
| 1993    | Las tortugas ninja III                    | Stunt double: Raphael                                           |                                                                              |
| 1994    | El maestro borracho II                    | Henry                                                           | Título alternativo: Jui kuen II, Drunken Fist II                             |
| 1994    | Enemigo común                             |                                                                 | Corto / inédito                                                              |
| 1995    | Thea Realm Fighters                       | Prince Pak / consultor de lucha                                 | Videojuego / inédito                                                         |
| 1995-96 | WMAC Masters                              | Superstar / Él Mismo / Stunts                                   |                                                                              |
| 1999    | Ángel                                     | Stunts                                                          |                                                                              |
| 2000    | Epoch of Lotus                            | Mortis / Coreógrafo de acción                                   | Corto                                                                        |
| 2001    | Madonna: Drowned World Tour 2001          | Coreógrafo                                                      | Documental                                                                   |
| 2001    | Alias                                     | Stunts                                                          |                                                                              |
| 2003    | Batman: Dark Tomorrow                     | Equipo de captura de movimiento                                 | Videojuego                                                                   |
| 2004    | Fight Club - video game                   | Coreógrafo de acción                                            |                                                                              |
| 2004    | Torque                                    | Stunts                                                          |                                                                              |
| 2005    | Entourage                                 | Stunt gánster                                                   | Episodio: Chinatown                                                          |
| 2005    | Bloodrayne                                | Kagan Vampire Guard #4                                          |                                                                              |
| 2005    | Alone in the Dark                         | Agent Marko                                                     |                                                                              |
| 2006    | Dead and Deader                           | Superstar Merc / Stunt coordinador                              |                                                                              |
| 2006    | 18 Fingers of Death!                      | Young Buford                                                    |                                                                              |
| 2007    | Fist of the Warrior                       | Lee Choe / coreógrafo de peleas / escritor / productor / editor | Título alternativo: Blood Money / Lesser of Three Evils / Manhattan Samoerai |
| 2007    | Book of Swords                            | Lang / coreógrafo de peleas / escritor / productor              |                                                                              |
| 2008    | Chinaman’s Chance: America’s Other Slaves | Pong                                                            | Título alternativo: Chinaman's Chance                                        |
| 2010    | The Last Airbender                        | Stunt peleador                                                  |                                                                              |
| 2010    | Game of Death                             | Agent #2 / mentalista                                           |                                                                              |
| 2011    | Chicago Code                              | Stunts                                                          |                                                                              |
| 2011    | Femme Fatales                             | Superstar Assassin / The Ghost / Fight choreographer            | 6 episodios                                                                  |
| 2011    | Transformers: el lado oscuro de la luna   | Stunts                                                          |                                                                              |
| 2011    | A Very Harold and Kumar Christmas         | Stunt double: John Cho                                          |                                                                              |
| 2012    | Vamps                                     | Stunts                                                          |                                                                              |
| 2012    | Love and Honor                            | Stunts                                                          | Título alternativo: AWOL                                                     |
| 2012    | Jinn                                      | Stunts                                                          |                                                                              |
| 2012    | Red Dawn                                  | Stunt soldier                                                   |                                                                              |
| 2012    | The Citizen                               | Motel worker                                                    |                                                                              |
| 2012    | Legend of the Red Reaper                  | Special thanks                                                  |                                                                              |
| 2012    | You Can't Kill Stephen King               | Special thanks                                                  |                                                                              |
| 2013    | BodyWeapon: The Black Ryu                 |                                                                 |                                                                              |